# Ballad in Plain D
«Ballad in Plain D» es una canción del músico estadounidense Bob Dylan, publicada en el álbum de estudio Another Side of Bob Dylan. Con más de ocho minutos de duración, es la canción más larga del álbum, y relata las circunstancias que rodearon la ruptura de la relación de Dylan con Suze Rotolo. En ella, Dylan detalla los conflictos entre él, la madre de Rotolo, María, y su hermana, Carla. El crítico Andy Gill escribió que, en esta canción, Dylan idealiza torpemente a Suze, mientras que «caracteriza con saña a Carla como pretenciosa y parásito social». La canción detalla también cómo la tensión entre Dylan y Suze llegó a un punto culmen en la última semana de marzo de 1964 con una violenta discusión, en la que Dylan y Carla se gritaron mutuamente.

## Historia
Gill escribió que «Ballad in Plain D» es una de las canciones «menos satisfactorias» de Dylan porque no llega a nada más que a una «autocompasión, una consideración parcial del final traumático de su romance con Suze Rotolo». Gill contrastó también la incapacidad de Dylan para manejar este tipo de material personal con su capacidad para «dar cera a las letras sobre preocupaciones filosóficas más abstractas, como el estado de la sociedad y la naturaleza de la libertad».
El biógrafo Clinton Heylin afirmó que Dylan escribió un esbozo de «Ballad of Plain D» poco después de la discusión. En mayo de 1964 veraneó en el pueblo griego de Vernilya, donde trabajó en canciones para su siguiente álbum. Allí saco material para la canción que finalmente grabó en junio. Heylin escribió: «Llevó trece versos catárticos para echar todo esto fuera de su sistema, sin que Dylan trascendiera su material. "Plain D" sigue siendo un ejercicio autobiográfico doloroso».
En una entrevista con Victoria Balfour, Suze Rotolo pareció dar una nota de perdón sobre la canción: «La gente ha preguntado lo que sentía sobre estas canciones que eran amargas, como "Ballad in Plain D", ya que inspiré algunas de ellas también, aunque nunca me sentí herida. Comprendí lo que estaba haciendo. Fue el final de algo y ambos resultamos heridos y amargos. Su arte era su salida, su exorcismo. Fue saludable. Esa fue la forma en que escribió su vida, las canciones de amor, las canciones cínicas, las canciones políticas, todas son parte de la forma en que vivió su mundo y su vida, y punto».
Dylan, preguntado en 1985 si sentía remordimientos por componer «Ballad of Plain D», respondió: «¡Oh sí, esa! Miro hacia atrás y digo: "Debo haber sido realmente idiota para haber escrito eso". Miro atrás a esa en particular y digo, de todas las canciones que he escrito, tal vez podría haber dejado esa fuera».
«Ballad in Plain D», al igual que otras tres canciones de Another Side of Bob Dylan —«Black Crow Blues», «I Shall Be Free No. 10» y «Motorpsycho Nitemare»— nunca fueron interpretadas en directo.